# Ozodes multituberculatus
Ozodes multituberculatus är en skalbaggsart som beskrevs av Bates 1870. Ozodes multituberculatus ingår i släktet Ozodes och familjen långhorningar.
Artens utbredningsområde är:
- Honduras.
- Nicaragua.
- Panama.

Inga underarter finns listade i Catalogue of Life.